# Taux de compression de données
 (mai 2021).
Si vous disposez d'ouvrages ou d'articles de référence ou si vous connaissez des sites web de qualité traitant du thème abordé ici, merci de compléter l'article en donnant les références utiles à sa vérifiabilité et en les liant à la section « Notes et références ».
Le taux de compression est une mesure de la performance d'un algorithme de compression de données informatiques. Il est généralement exprimé en pourcentage et noté τ. 

## Définition
Deux définitions sont communément admises :
- L'une définit le taux de compression comme le rapport du volume des données après compression sur le volume initial des données. De ce fait, plus le taux de compression est faible, plus la taille du fichier compressé résultant est faible. Le taux de compression ainsi défini est donné par la formule : τ = [Volume final] / [Volume initial]. C'est donc l'inverse du quotient de compression q.
- L'autre définition exprime le taux de compression comme le gain en volume rapporté au volume initial des données. Plus ce taux de compression est élevé, plus la taille du fichier compressé résultant est faible. La formule correspondante s'écrit : τ = 1 - ([Volume final]/[Volume initial]). Le taux de compression est alors relié au quotient de compression q par l'équation τ = 1 - 1/q. Les deux définitions sont donc équivalentes.